# Sitio de Lille (1940)
El sitio de Lille tuvo lugar durante la Batalla de Francia en la Segunda Guerra Mundial. El asedio tuvo lugar alrededor de la ciudad de Lille entre el 4.º y el 5.º Cuerpo de Ejércitos franceses (unos 40 000 hombres) del Primer Ejército y cuatro divisiones de infantería alemanas apoyadas por tres divisiones panzer.
El 3.º Cuerpo del Primer Ejército había logrado retirarse al río Lys con las divisiones de la Fuerza Expedicionaria Británica (BEF) cerca. Los dos rodearon el cuerpo francés y las unidades británicas perdidas resistieron los ataques alemanes hasta que se vieron obligados a rendirse a la medianoche del 31 de mayo/1 de junio. La defensa de Lille permitió que más tropas aliadas se retiraran al perímetro de Dunkerque y participaran en la Batalla de Dunkerque.

## Preludio
Durante la mañana del 27 de mayo, la 1.ª División Panzer atacó Gravelinas en el lado occidental del perímetro de Dunkerque y cortó la guarnición y su comandante, el general de cuerpo de ejército Bertrand Fagalde, los franceses restantes siguieron luchando. Al sur, los panzers alemanes cruzaron el río Aa y otras tropas alemanas avanzaron en Wormhoudt. Dos divisiones panzer cruzaron el canal de La Bassée y sobrepasaron la 2.ª División de Infantería. La 7.ª División Panzer corrió la brecha y llegó a los X Cuerpo de Ejército, cortando las tropas aliadas en Lille. En la noche del 27 al 28 de mayo, las divisiones BEF cerca de Lille pudieron retirarse sobre el Lys, pero solo las tres divisiones de infantería del 3.º Cuerpo del Primer Ejército Francés logró escapar. Muchas de las unidades francesas que se habían retirado de un lugar mucho más al sur aún se encontraban en los alrededores de Lille cuando el 6.º Ejército rodeó la ciudad.

## Asedio
Las fuerzas en Lille, comandadas por el general de cuerpo de ejército Jean-Baptiste Molinié, tuvieron la suerte de que una patrulla capturó al general teniente Fritz Kühne, comandante de la 253.ª división de infantería y recuperó documentos que mostraban las posiciones de las tropas alemanas que rodeaban la ciudad. Molinié utilizó la información para planificar una ruptura para el 28 de mayo. A las 7:30 p. m. el 4.º y el 5.º Cuerpo intentaron una fuga en el lado oeste de Lille para retirarse hacia el Lys. La 1.ª División de Infantería Norteafricana intentó cruzar el río Deûle sobre el puente a Sequedin (justo al sur de Lomme). La 5.ª División de Infantería Norteafricana intentó escapar por el puente Moulin Rouge en la carretera de Santes, al sur de Haubourdin. Se hizo otro intento durante la mañana del 29 de mayo. Los alemanes habían minado el puente, pero dos tanques franceses y dos compañías de infantería cruzaron, pero luego fueron obligados a retroceder.
Molinié y principalmente las tropas francesas del norte de África (la mayoría de ellos novatos) de cinco divisiones del Primer Ejército, lucharon de casa en casa en los suburbios de Lille, las tropas alemanas intentaron infiltrarse a través de las brechas y entre los muchos refugiados civiles varados en la ciudad. El 29 de mayo, el 15e DIM se rindió; con la comida y las municiones disminuyendo, Molinié y el coronel Aizier negociaron una rendición y las hostilidades terminaron a la medianoche del viernes 31 de mayo/sábado 1 de junio. Molinié, otros 349 oficiales, 34 600 tropas francesas y algunos soldados británicos se rindieron a los alemanes en la Grand Place. El comandante alemán, el general Kurt Waeger, permitió a los franceses los honores de la guerra y la guarnición desfilaron por la Grand Place, mientras las tropas alemanas se ponían en guardia, un cumplido por el cual Waeger fue reprendido.

## Consecuencias
Algunas partidas de las tropas francesas lograron salir de la ciudad. El capitán Philippe de Hauteclocque, jefe de personal de la 4e DI escapó y llegó al 7o Ejército en el Somme. En el momento de la rendición, la Operación Dynamo, la evacuación de Dunkerque había estado llevándose a cabo durante una semana. En La Segunda Guerra Mundial (1949), Winston Churchill describió la defensa aliada de Lille como una "contribución espléndida" que retrasó el avance alemán durante cuatro días y permitió el escape de la Fuerza Expedicionaria Británica de Dunkerque. William L. Shirer escribió en 1969 que la defensa "galante" de Lille "ayudó a las asediadas fuerzas anglo-francesas alrededor del puerto a resistir por dos o tres días adicionales y así salvar al menos 100 000 tropas más".
Alistair Horne escribió en 1982 que la defensa francesa de Lille permitió al BEF y al resto del Primer Ejército retirarse al perímetro de Dunkerque y, en 2013, Douglas Fermer escribió que el sitio de Lille desvió unas siete divisiones alemanas durante la evacuación de Dunkerque. En una publicación de 2016, Lloyd Clark escribió que los intentos de ruptura francesa estaban condenados al fracaso, pero que los sitiadores alemanes habían estado retenidos durante cuatro días cuando se consolidaba el perímetro de Dunkerque. El Feldmarschall (mariscal de campo) Walther von Brauchitsch culpó de la orden de alto a las divisiones panzer, emitidas por Hitler, por el retraso; si las fuerzas panzer hubieran podido continuar, la ciudad habría sido sellado a lo largo de la costa, evitando la evacuación de los Aliados.